# نیازآباد (خواف)
نیازآباد، روستایی است از توابع بخش سنگان و در شهرستان خواف استان خراسان رضوی ایران.

## جمعیت
این روستا در دهستان بستان قرار داشته و بر اساس سرشماری سال ۱۳۸۵ جمعیت آن (۱۸۹خانوار) ۸۳۶نفر
بوده است.